# Walter Klaiber

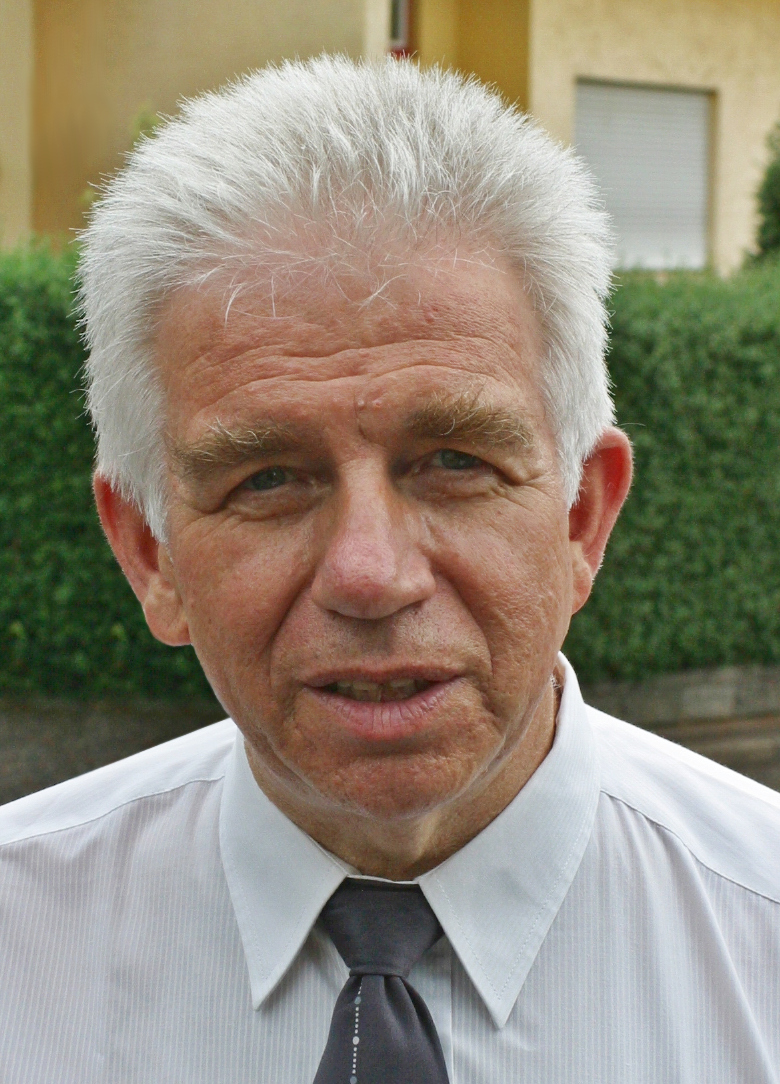
Walter Klaiber

Walter Klaiber (* 17. April 1940 in Ulm) ist ein evangelischer Theologe, Bischof i. R. der Evangelisch-methodistischen Kirche (EmK) in Deutschland und war bis Anfang März 2007 Vorsitzender der Arbeitsgemeinschaft christlicher Kirchen in Deutschland.

## Leben

### Studium und wissenschaftliche Laufbahn
Klaiber absolvierte 1960 ein Gemeindepraktikum in Böblingen. Er studierte 1961 bis 1965 Evangelische Theologie am Theologischen Seminar der Evangelisch-methodistischen Kirche (EmK) in Reutlingen, an der Universität Tübingen und an der Universität Göttingen. Von 1969 bis 1971 war er Wissenschaftlicher Assistent bei Ernst Käsemann in Tübingen. Klaiber promovierte dort 1972 über die Rechtfertigungslehre des Paulus unter dem Titel: Die Bedeutung der iustificatio impii für die Ekklesiologie des Paulus.

### Pastoraler Dienst
1965 bis 1969 war Klaiber als Pastor in Nürnberg tätig, wo er 1966 zum Pastor der Evangelischen Gemeinschaft ordiniert wurde. 1968 vereinigte sich die Evangelische Gemeinschaft mit der Methodistenkirche zur Evangelisch-methodistischen Kirche (EmK). Von 1971 bis 1989 war er Dozent für Neues Testament und Griechisch am Theologischen Seminar in Reutlingen und wurde 1977 zu dessen Direktor bestellt.

### Bischofsamt
1989 wurde Klaiber zum Bischof der Evangelisch-methodistischen Kirche in Westdeutschland und West-Berlin und 1992 zum Bischof der EmK im nunmehr vereinigten Deutschland gewählt. Von 1986 bis 1992, bis zur ersten Zentralkonferenz der EmK in Deutschland nach der Wiedervereinigung, war Rüdiger Minor Bischof der EmK in der DDR.
In seiner Eigenschaft als Bischof vertrat Klaiber die Evangelisch-methodistische Kirche in Deutschland (56.000 Methodisten) beim Weltrat methodistischer Kirchen. Zum Weltrat methodistischer Kirchen gehören 76 methodistische Kirchen in 132 Ländern, mit insgesamt etwa 70 Millionen Menschen. Der Methodismus zählt zu den weltweit größeren evangelischen Konfessionen.
Von 1989 bis 2005 war Klaiber Mitglied im Präsidium der Vereinigung Evangelischer Freikirchen und neun Jahre lang deren Präsident. Von 1989 bis 2007 engagierte er sich im Vorstand der Arbeitsgemeinschaft Christlicher Kirchen in Deutschland und war zwischen 2001 und März 2007 deren Vorsitzender. 1999 bis 2009 war er Präsident der Deutschen Bibelgesellschaft.
Mit dem 31. März 2005 trat Bischof Klaiber in den Ruhestand. Seine Nachfolgerin wurde am 1. April 2005 Bischöfin Rosemarie Wenner.

## Wirken als Theologe
Klaiber ist Autor von Werken zur evangelischen Gegenwartstheologie, insbesondere des Methodismus. Seit vielen Jahren ist er Mitherausgeber der ökumenischen Bibelauslegung Mit der Bibel durch das Jahr. Es ist das Standardwerk der praktischen ökumenischen Bibelauslegung für das Leben als Christ in der heutigen Zeit, die erste Auflage erfolgte 1994. Die Auslegungen mit kurzen Gebeten für jeden Tag folgen dem ökumenischen Bibelplan und sind verfasst von katholischen, evangelischen und evangelisch-freikirchlichen Autoren. Er ist Begründer sowie Herausgeber der Kommentarreihe „Die Botschaft des Neuen Testaments“.
Im Frühjahr 2009 lehrte Klaiber als Gastprofessor an der Emory University in Atlanta (USA). Als Bischof war er in der Ökumene engagiert. Zudem war er Kuratoriumsmitglied bei ProChrist, dem Organisator einer Evangelisationsveranstaltung mit evangelikaler Orientierung, die dem CVJM nahesteht.

## Ehrungen
2012 wurde Klaiber der Ökumenische Predigtpreis des Verlags für die Deutsche Wirtschaft für sein Lebenswerk verliehen.

## Familie
Walter Klaiber war mit der Ärztin Annegret Klaiber verheiratet bis zu ihrem Tod am 23. Juli 2022. Das Ehepaar hat drei Kinder und einige Enkel und lebte in Tübingen.

## Werke

### Theologische Schriften
- Die Bedeutung der iustificatio impii für die Ekklesiologie des Paulus, Dissertation, 1971.
- Rechtfertigung und Gemeinde. Eine Untersuchung zum paulinischen Kirchenverständnis, Göttingen 1982, ISBN 3-525-53296-2.
- Ruf und Antwort. Biblische Grundlagen einer Theologie der Evangelisation, 1990, ISBN 3-7675-7742-9.
- Mit Manfred Marquardt: Gelebte Gnade. Grundriss einer Theologie der Evangelisch-methodistischen Kirche, Stuttgart 1993, und Edition Ruprecht, Göttingen 2006, ISBN 978-3-7675-9497-5.
- Die Bibel im Leben der Kirche, 2007, ISBN 978-3-7675-7121-1.
- Geschichte Israels, Deutsche Bibelgesellschaft, 1996, ISBN 3-438-06206-2.
- Auf Fels gebaut. Die Bergpredigt, 2001, ISBN 3-438-06216-X.
- Die Schriften der Bibel, 1996, ISBN 978-3-438-06207-9.
- Rechtfertigung und Gemeinde. Eine Untersuchung zum paulinischen Kirchenverständnis, 1996, ISBN 3-525-53296-2.
- Wo Leben wieder Leben ist. Bekehrung, Wiedergeburt, Rechtfertigung, Heiligung: Dimensionen eines Lebens mit Gott, 1984, ISBN 3-7675-3214-X.
- Wer leitet die Kirche? Kirchen- und Gemeindeleitung in der Evangelisch-methodistischen Kirche, 1996, ISBN 3-7675-9105-7.
- Gerecht vor Gott, Göttingen 2000, ISBN 3-525-61386-5.
- Das Leben teilen, Edition Ruprecht, Göttingen 2003, ISBN 978-3-7675-7069-6.
- Mit Wolfgang Thönissen: Glaube und Taufe in freikirchlicher und römisch-katholischer Sicht, Edition Ruprecht Göttingen und Bonifatius Verlag, Paderborn 2005, ISBN 978-3-7675-7074-0.
- Rechtfertigung in freikirchlicher und römisch-katholischer Sicht, Edition Ruprecht, Göttingen 2003, ISBN 978-3-7675-7071-9.
- Schöpfung, Vandenhoeck & Ruprecht, Göttingen 2005, ISBN 978-3-525-61589-8.
- Was mich beschäftigt – Ansichten und Einsichten, 2005, ISBN 3-7675-7075-0.
- Mit Patrick Streiff, Manfred Marquardt, Ulrike Schuler und Christoph Raedel: Der europäische Methodismus um die Wende vom 19. zum 20. Jahrhundert, EmK-Geschichte Band: 52, Edition Ruprecht, Göttingen 2005, ISBN 978-3-89725-089-5.
- Mit Christoph Raedel, Vilém Schneeberger, Roland Gebauer, Reiner Dauner, Frank Drutkowski, Thomas Röder, Frank und Irmgard Ufer, James Steven und Dieter Weigel: Methodismus und charismatische Bewegung, Historische, theologische und hymnologische Beiträge, Reutlinger Theologische Studien, Band 2, Edition Ruprecht, Göttingen 2007, ISBN 978-3-7675-7090-0.
- Mit Wolfgang Thönissen, Christiane Geisser, Roland Gebauer, Michael Hardt, André Heinze, Richard Krüger, Andrea Lange, Peter Lüning, Burkhard Neumann, Rolf J. Pöhler, Ulrike Schuler und Peter Vogt: Freikirchliche und römisch-katholische Perspektiven, Edition Ruprecht und Bonifatius, Paderborn 2007, ISBN 978-3-7675-7121-1.
- Mit Martin Rösel: Streitpunkt Bibel in gerechter Sprache, 2008, ISBN 978-3-374-02642-5.
- Mit Sabine Plonz als Herausgeber: Wie viel Glaube darf es sein? Religion und Mission in unserer Gesellschaft, 2008, ISBN 978-3-7831-3045-4.
- Mit Holger Eschmann, Achim Härtner, Jörg Barthel, Paul W. Chilcote, Clive Marsh, Michael Nausner, Ina Praetorius, Wolfgang Ruhnow, Friedrich Schweitzer, Theo Sundermeier, Cornelia Trick, Jürgen van Oorschot, Christof Voigt und Siegfried Zimmer: Glaube bildet. Bildung als Thema von Theologie und Kirche, Reutlinger Theologische Studien, Band 5, Edition Ruprecht, Göttingen 2010, ISBN 978-3-7675-7125-9
- Mit Christoph Raedel, Thomas Gerold, Manfred Marquardt, Burkhard Neumann, Johannes Oeldemann, Wolfgang Thönissen und Goeffrey Wainwright, Geoffrey: Als Beschenkte miteinander unterwegs. Methodistisch-katholische Beziehungen auf Weltebene, Reutlinger Theologische Studien, Band 7, Edition Ruprecht, Göttingen 2011, ISBN 978-3-7675-7141-9.
- Mit Burkhard Neumann, Jürgen Stolze, Michael Hardt, Markus Iff, Andrea Lange, Maria Neubrand, Martin Rothkegel, Wolfgang Thönissen, Karl-Martin Unrath und Peter Vogt: Apostolizität und Katholizität in freikirchlicher und römisch-katholischer Sicht, Edition Ruprecht, Göttingen 2011, ISBN 978-3-7675-7155-6.
- Jesu Tod und unser Leben. Was das Kreuz bedeutet, Evangelische Verlagsanstalt, Leipzig 2011 und 2014, ISBN 978-3-374-02845-0.
- Methodistische Kirchen, Vandenhoeck & Ruprecht, Göttingen 2011, ISBN 978-3-525-87202-4.
- Zur Freiheit berufen: Die 10 Gebote – Anleitung zu einem gelingendem Leben, 2012, ISBN 978-3-87982-979-8.
- Die biblischen Grundlagen der Rechtfertigungslehre, Herausgeber, 2012, ISBN 978-3-374-03083-5.
- Herausgeber der Auslegungsreihe „Die Botschaft des Neuen Testaments“, Vandenhoeck & Ruprecht, Göttingen:[5]
  - Der Römerbrief, 2009, ISBN 978-3-7887-2378-1.
  - Das Markusevangelium. 2010, ISBN 978-3-7887-2454-2.
  - Der erste Korintherbrief. 2011, ISBN 978-3-7887-2540-2.
  - Der zweite Korintherbrief. 2012, ISBN 978-3-7887-2576-1.
  - Der Galaterbrief. 2013, ISBN 978-3-7887-2713-0.
  - Das Matthäusevangelium. Teilband 1: Mt 1,1-16,20, 2015, ISBN 978-3-7887-2894-6.
  - Das Matthäusevangelium. Teilband 2: Mt 16,21-28,20, 2015, ISBN 978-3-7887-2928-8.
  - Das Johannesevangelium. Teilband 1: Joh 1,1 - 10,42, 2017, ISBN 978-3-7887-3121-2.
  - Das Johannesevangelium. Teilband 2: Joh 11,1 - 21,25, 2018, ISBN 978-3-7887-3123-6.
  - Die Offenbarung des Johannes, 2019, ISBN 978-3-7887-3391-9.
  - Die Botschaft des Neuen Testaments. Eine kurz gefasste neutestamentliche Theologie, 2021. ISBN 978-3-7887-3503-6.
  - Ein Gott, der Liebe ist. Die Botschaft der Bibel und die Frage nach Gott, 2024. ISBN 978-3-525-50060-6.

### Kirchenlieder
Walter Klaiber hat etliche Kirchenlieder des methodistischen Gesangbuches vom Englischen ins Deutsche übersetzt. Die Ausgabe von 2002 weist ihn bei 10 Liedern als Textautor aus.